# Hugo Luz
Hugo Duarte Sousa Luz (Faro, 24 febbraio 1982) è un ex calciatore portoghese, di ruolo difensore.

## Palmarès

### Club

#### Competizioni nazionali
- Campionato portoghese: 1

Porto: 2002-2003